# Flodabay
Flodabay, schottisch-gälisch Fleoideabhagh, ist ein Weiler auf der schottischen Hebrideninsel Lewis and Harris.

## Lage
Der Weiler liegt auf Harris, dem Südteil der Doppelinsel, in der Region South Harris. Am Kopf von Loch Flodabay gelegen, bildet Flodabay den südlichen Abschluss einer Reihe von Weilern entlang der „Golden Road“. Die nächstgelegenen Ortschaften sind der direkt im Nordosten angrenzende Weiler Manish und Quidinish im Süden. Tarbert, der Hauptort von Harris, befindet sich etwa zwölf Kilometer nordöstlich. Rodel die südlichste Ortschaft der Insel liegt sieben Kilometer südwestlich.

## Geschichte
Auf der ersten, 1882 aufgenommenen, Karte der Ordnance Survey von Inverness-shire sind in Flodabay zehn bedachte und ein teilweise bedachtes Gebäude verzeichnet. Die Karte von 1974 zeigt hingegen zehn bedachte, zwei teilweise bedachte und acht unbedachte Gebäude. Um 1840 ließ Donald MacAulay das Cottage 1 Flodabay am Nordrand der Ortschaft errichten, das als frühes Exemplar seines Bautyps gilt und heute denkmalgeschützt ist.